# سرتشات بادهوا (سبيدار)
سرتشات بادهوا (بالفارسية: سرچات بادهوا) هي قرية تقع في إيران في قسم سبیدار الريفي. يقدر عدد سكانها بـ 42 نسمة .